# Монжюстен-э-Велот
Монжюсте́н-э-Вело́т (фр. Montjustin-et-Velotte) — коммуна во Франции, находится в регионе Франш-Конте. Департамент — Верхняя Сона. Входит в состав кантона Норуа-ле-Бур. Округ коммуны — Везуль.
Код INSEE коммуны — 70364.

## География
Коммуна расположена приблизительно в 330 км к юго-востоку от Парижа, в 50 км северо-восточнее Безансона, в 17 км к востоку от Везуля.
На юге коммуны протекает небольшая река Лозен (фр. Lauzain), приток реки Оньон.

## Население
Население коммуны на 2010 год составляло 128 человек.
| 1962 | 1968 | 1975 | 1982 | 1990 | 1999 | 2010 |
| ---- | ---- | ---- | ---- | ---- | ---- | ---- |
| 176  | 166  | 145  | 137  | 122  | 125  | 128  |

## Администрация
| Период | Период | Фамилия        | Партия | Примечания |
| ------ | ------ | -------------- | ------ | ---------- |
| 2001   | 2002   | Доминик Бевало |        |            |
| 2003   | 2014   | Бенуа Петон    |        |            |

## Экономика
В 2010 году среди 76 человек трудоспособного возраста (15—64 лет) 61 были экономически активными, 15 — неактивными (показатель активности — 80,3 %, в 1999 году было 70,4 %). Из 61 активных жителей работали 60 человек (34 мужчины и 26 женщин), безработной была 1 женщина. Среди 15 неактивных 3 человека были учениками или студентами, 7 — пенсионерами, 5 были неактивными по другим причинам.

## Достопримечательности
- Замок Монжюстен (XVI—XVII века). Исторический памятник с 1992 года[3]
- Крест на кладбище (XV век). Исторический памятник с 1934 года[4]

## Фотогалерея

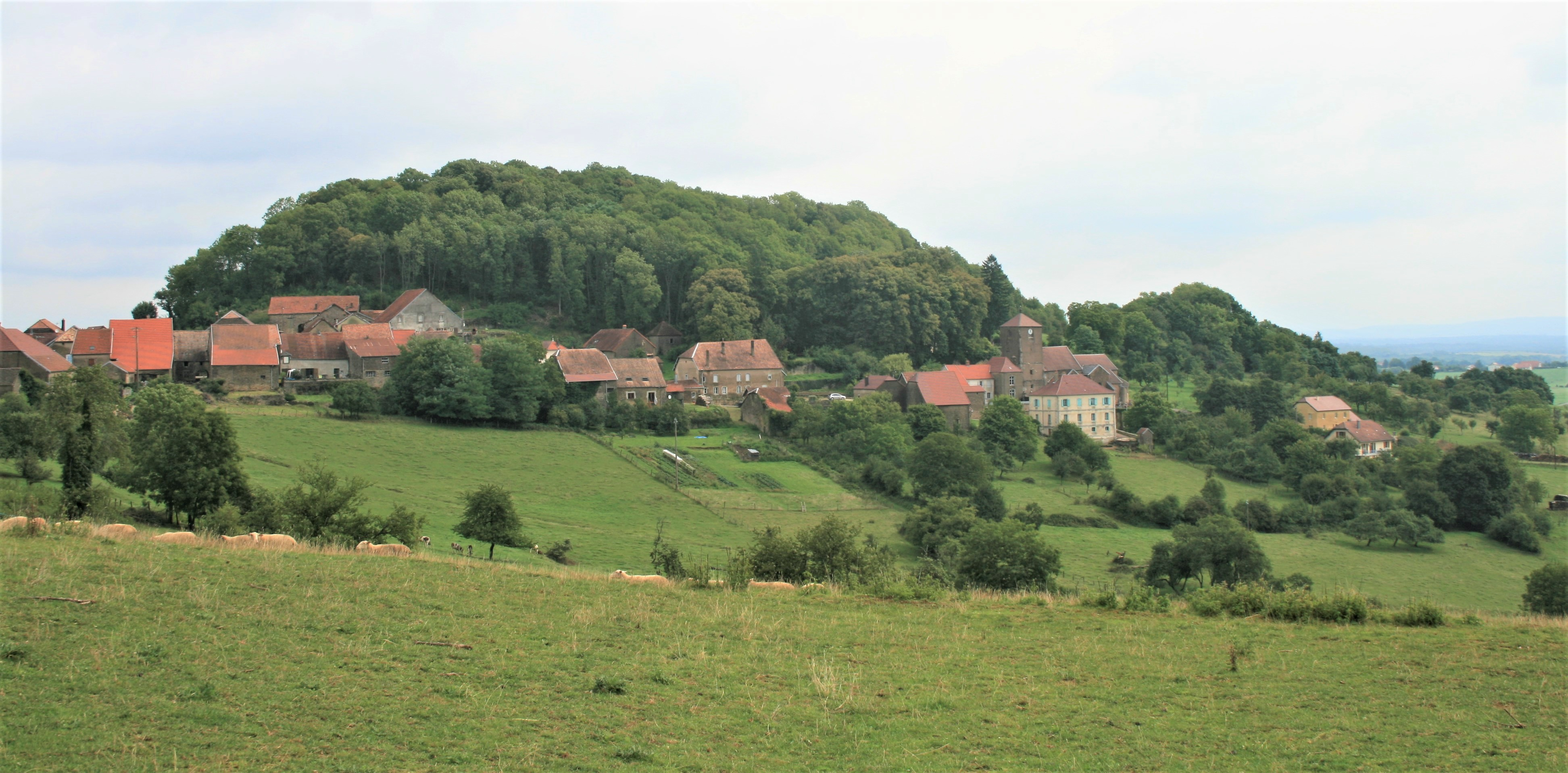
Монжюстен-э-Велот
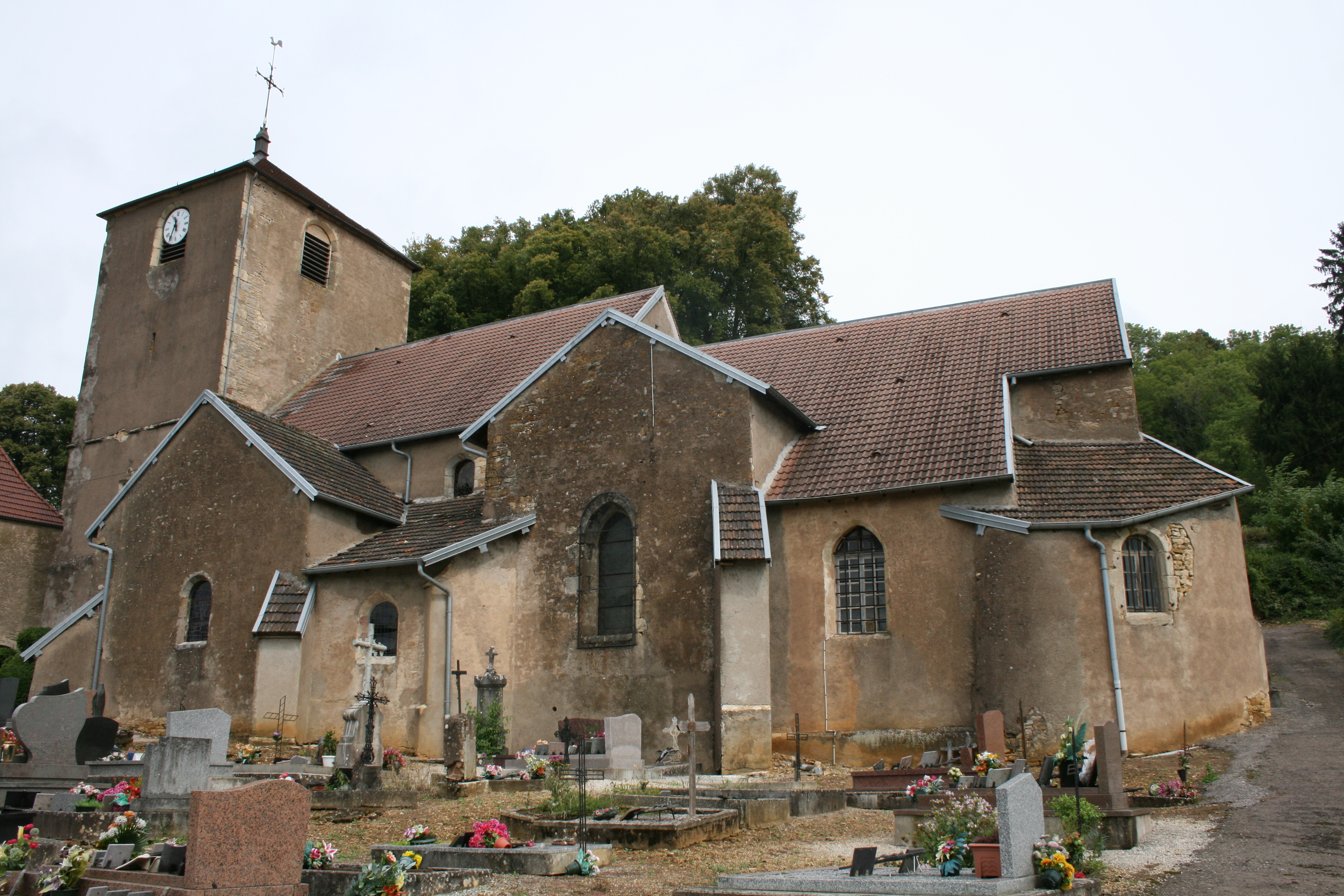
Церковь Сен-Жюст
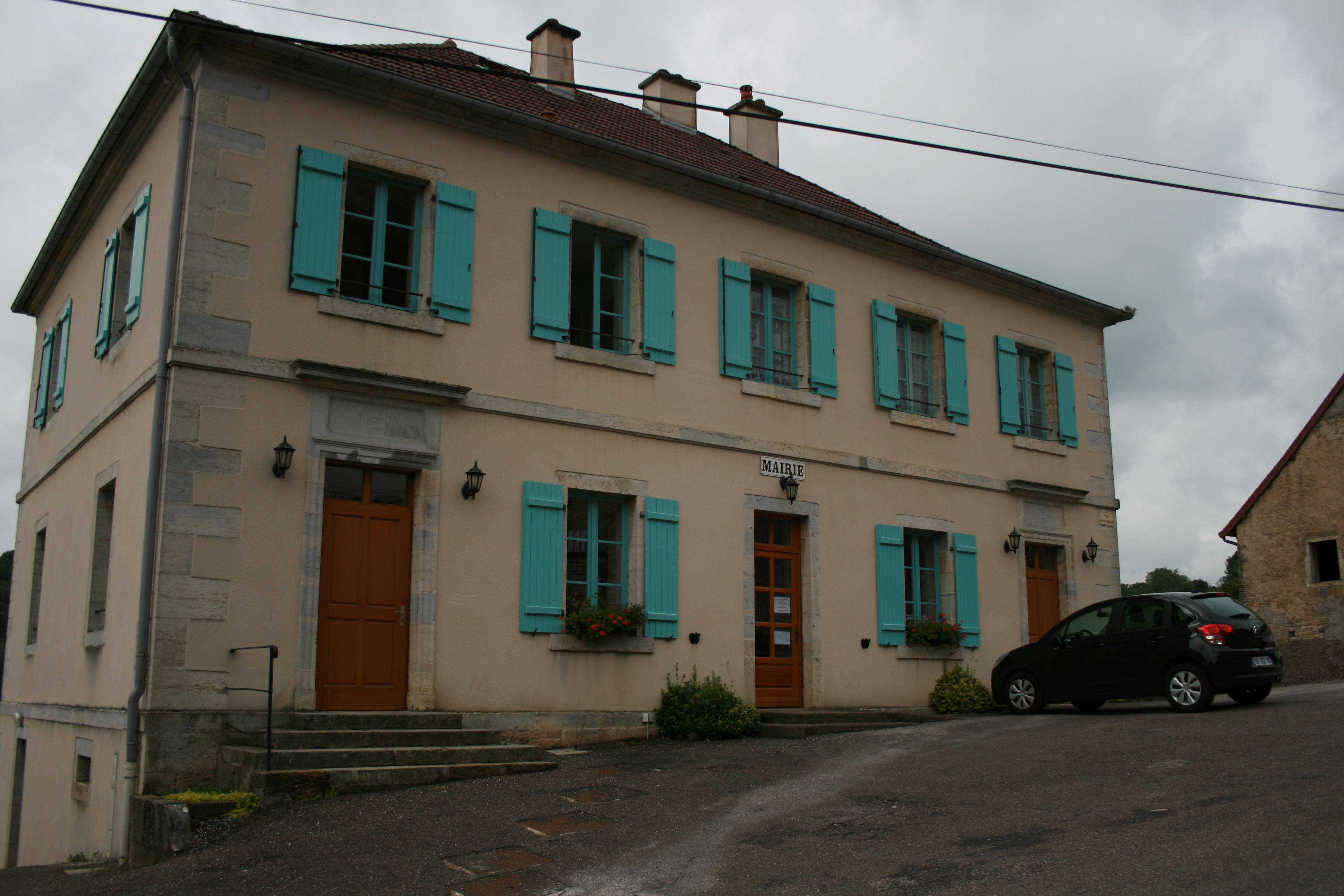
Мэрия
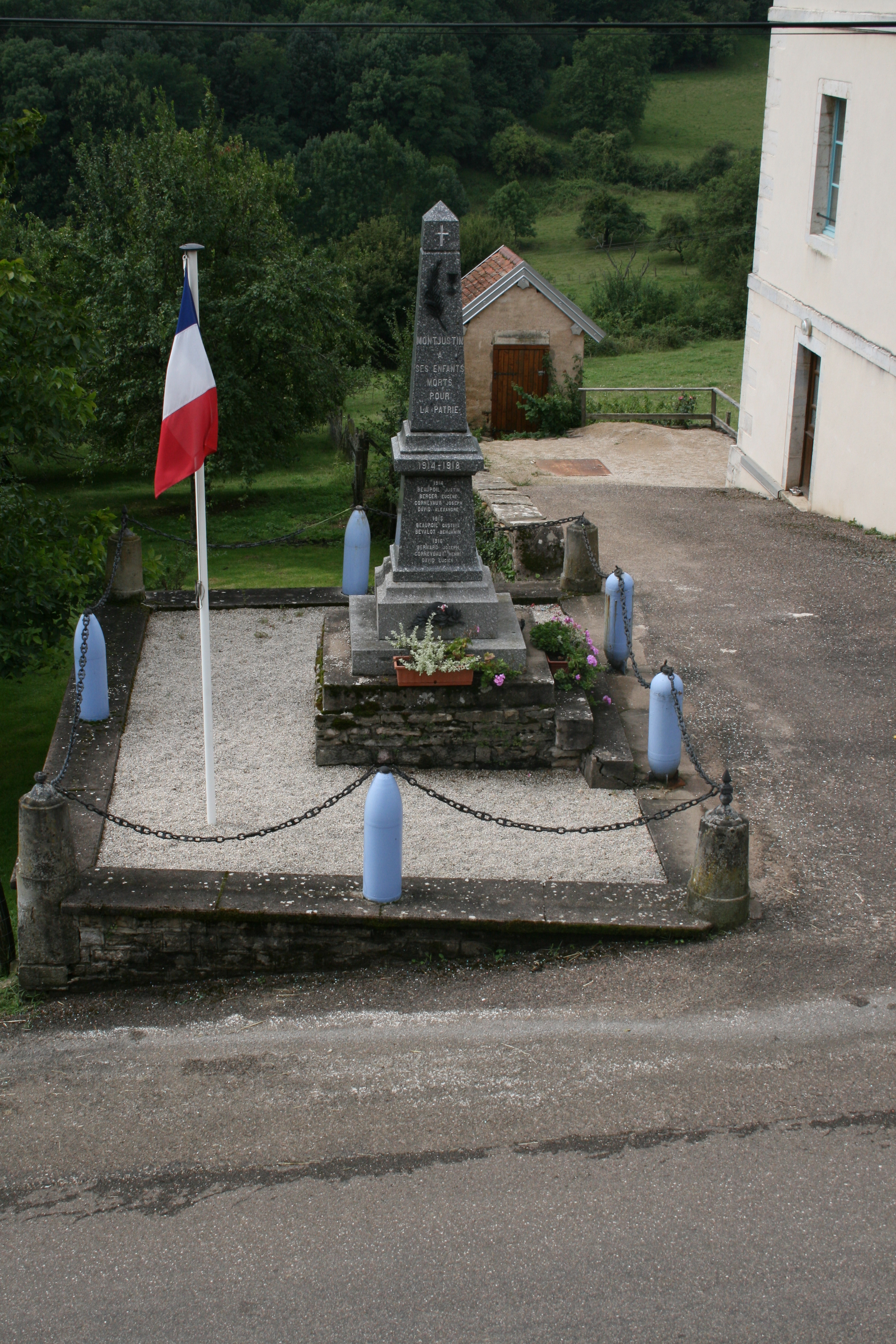
Военный мемориал